# Niederländische Badmintonmeisterschaft 1962

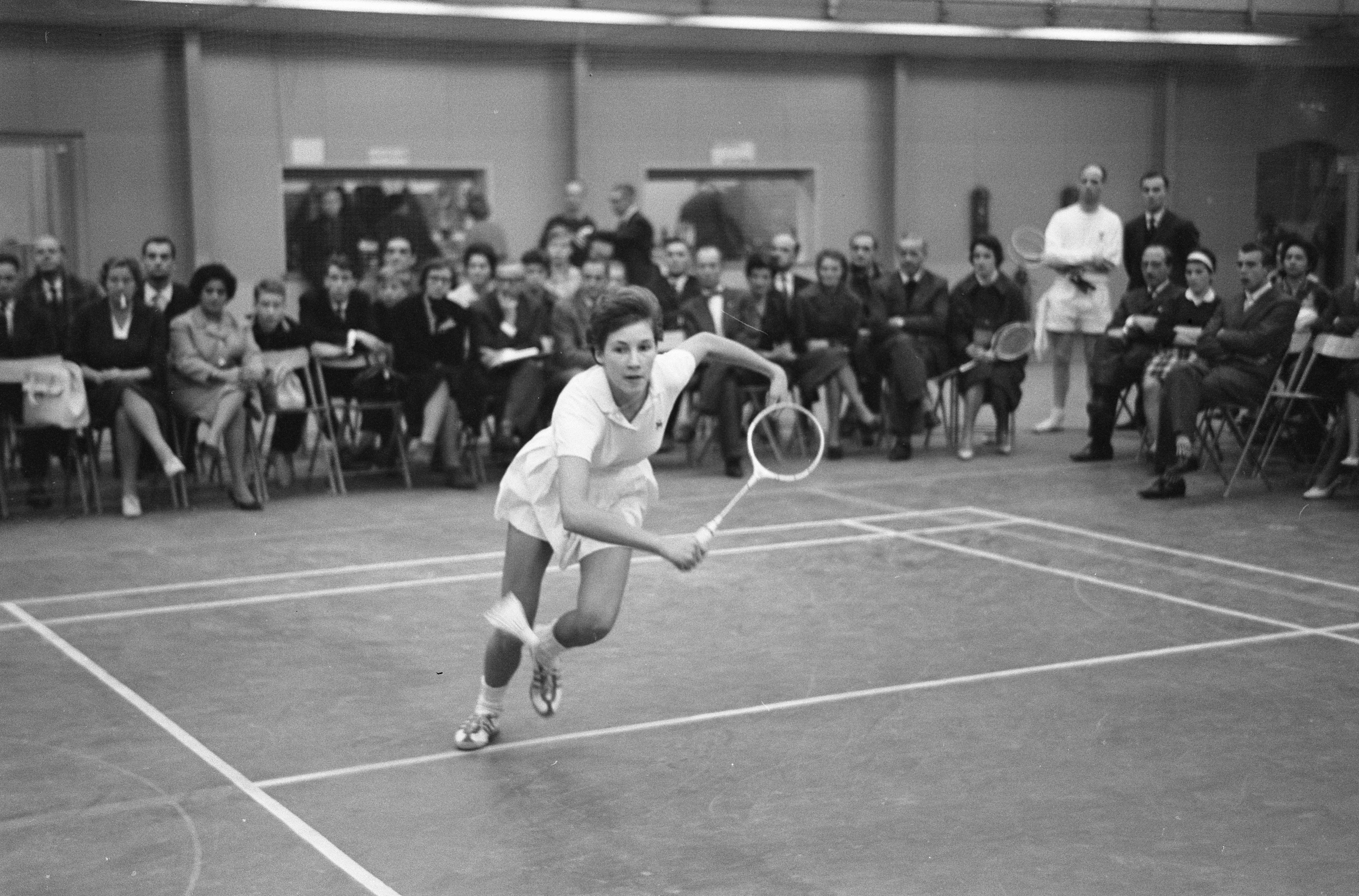
Imre Rietveld 1961

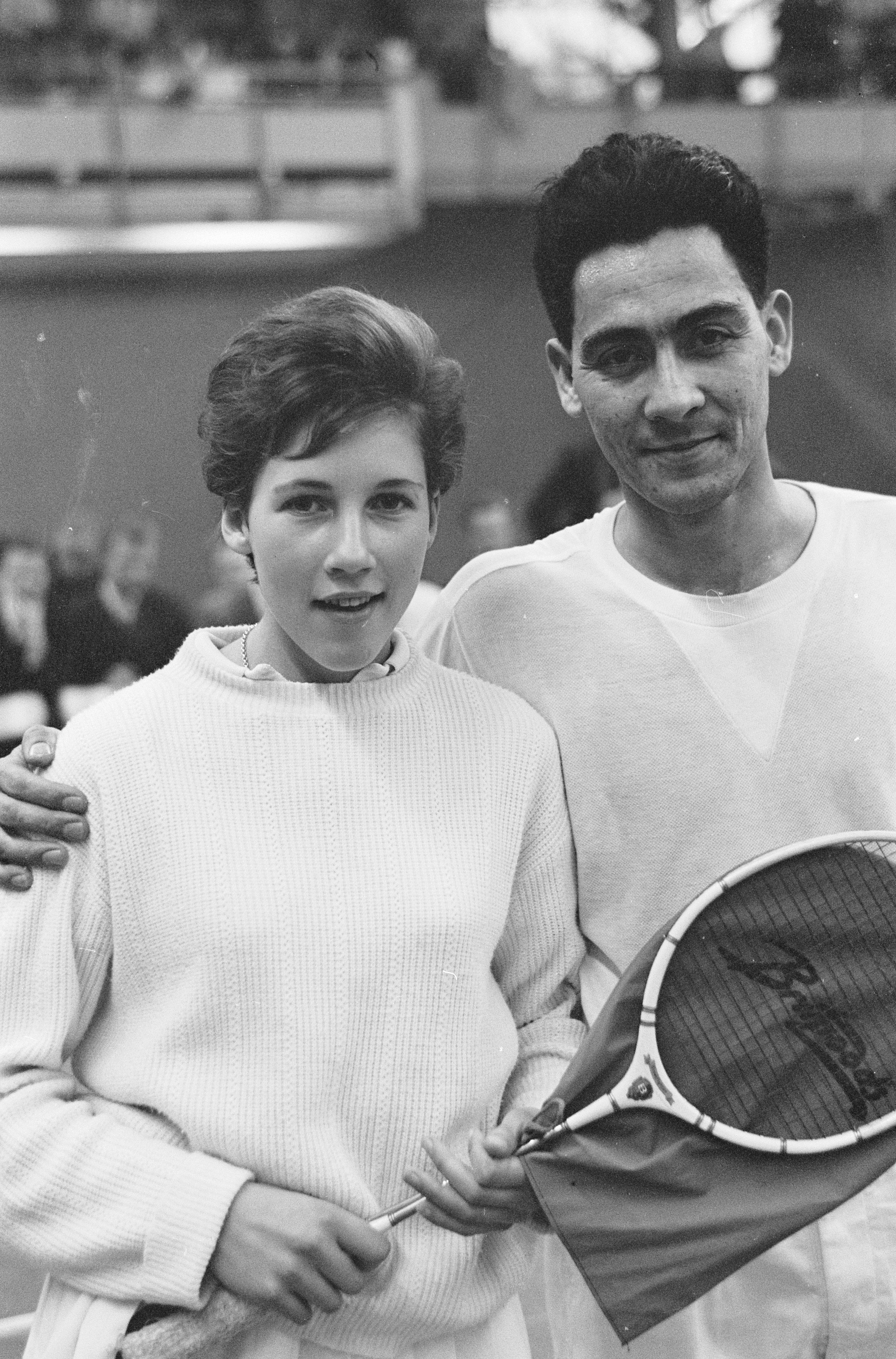
Imre Rietveld und Pim Seth Paul

Die Niederländische Badmintonmeisterschaft 1962 war die 21. Auflage der nationalen Titelkämpfe im Badminton in den Niederlanden. Die Meisterschaft wurde bereits vom 8. bis zum 9. Dezember 1961 in Eindhoven ausgetragen.

## Titelträger
| Disziplin    | Sieger                          |
| ------------ | ------------------------------- |
| Herreneinzel | Pim Seth Paul                   |
| Dameneinzel  | Imre Rietveld                   |
| Herrendoppel | Pim Seth Paul Lex Meijer        |
| Damendoppel  | Marja Ridder Imre Rietveld      |
| Mixed        | Pim Seth Paul Marloes van Swelm |